# Ich seh
Ich seh (Eigenschreibweise: ICH SEH) ist ein Lied der deutschen Sängerin Katja Krasavice, das am 20. November 2020 veröffentlicht wurde. Das Musikvideo dazu hat bisher mehr als 6 Millionen Aufrufe erreicht.

## Inhalt
In dem Song geht es um Krasavices schwere Schicksalsschläge in der Vergangenheit wie z. B. Häusliche Gewalt, Mobbing in der Schule und der Tod ihrer Brüder durch Krebs und Suizid.

## Text
Der Text soll verdeutlichen, dass Krasavice trotz ihrer vielen negativen Erfahrungen im Leben immer weitergemacht hat und die Wunden ihrer Seele verheilen. Geschrieben wurde das Stück von Nessi, Krasavice selbst und Z, die Komposition stammt von Yannick Johannknecht (Aside).

„Hab zu viel verloren

Trotzdem noch gewonnen

Alles wird verschwommen

Keiner sieht was ich seh“

## Musikvideo
Im Musikvideo läuft Krasavice im blauen Outfit durch eine Villa mit verschiedenen Räumen, die je einen Schicksalsschlag aus ihrem Leben verdeutlichen sollen.
Im ersten Raum sitzt Krasavice als kleines Mädchen am Tisch beim Abendessen mit ihrer Mutter und ihren Vater. Dann holt der Vater der Sängerin ein Brotmesser hervor und hält es der Mutter an den Hals. Gleichzeitig hält sich Krasavice die Augen mit beiden Händen zu.
Im zweiten Raum ist eine Schulklasse zu sehen, in der Krasavice mit 16 Jahren erscheint. Im Klassenzimmer wird sie mit Papierfliegern beworfen und von den Mitschülern belächelt und misshandelt. Kurz danach erscheint eine Szene im Schulflur wo Krasavice von anderen Mitschülern gewürgt wird und auf den Boden fällt.
Im letzten Raum wechselt Krasavice ihr Outfit in ein dunkles Kleid mit einem schwarzen Hut. Der letzte Raum soll einen Friedhof darstellen, wo Krasavices Brüder begraben sind. Sie kniet sich vor beide Gräber. Zudem erscheint aus ihrem Arm eine schwarze Rose.
Am Ende des Musikvideos sitzt Krasavice an einem großen, mit Früchten bedecktem Tisch.
Alle in dem Song aufgetauchten Personen wurden von Schauspielern gespielt.

## Erfolg
Ich seh konnte sich nicht in den offiziellen deutschen Singlecharts platzieren, erreichte jedoch Rang 13 der Single-Trend-Charts (27. November 2020). Darüber hinaus wurde der Song positiv und mit Mitgefühl rezipiert. Da Krasavice ein paar Monate vor Veröffentlichung ihre Biografie Bitch Bibel veröffentlichte, waren Informationen zum Hintergrund ihres Lebens bereits verfügbar und teilweise bekannt.